# Superlink
Superlink is een quizprogramma van de Evangelische Omroep. De quiz wordt gepresenteerd door Herman Wegter en werd in de zomer van 2005 uitgezonden via Nederland 1. Het concept van de quiz was bedacht door Studio Steenhuis.
In het spel zoeken de kandidaten actief naar de link tussen antwoorden die zij moesten geven op andere vragen. Dit programma keerde in 2022 terug bij BNNVARA onder de titel The Connection. Het werd het eerste seizoen gepresenteerd door Matthijs van Nieuwkerk en in het tweede seizoen wordt het gepresenteerd door Patrick Lodiers.